# Keijo Virtanen

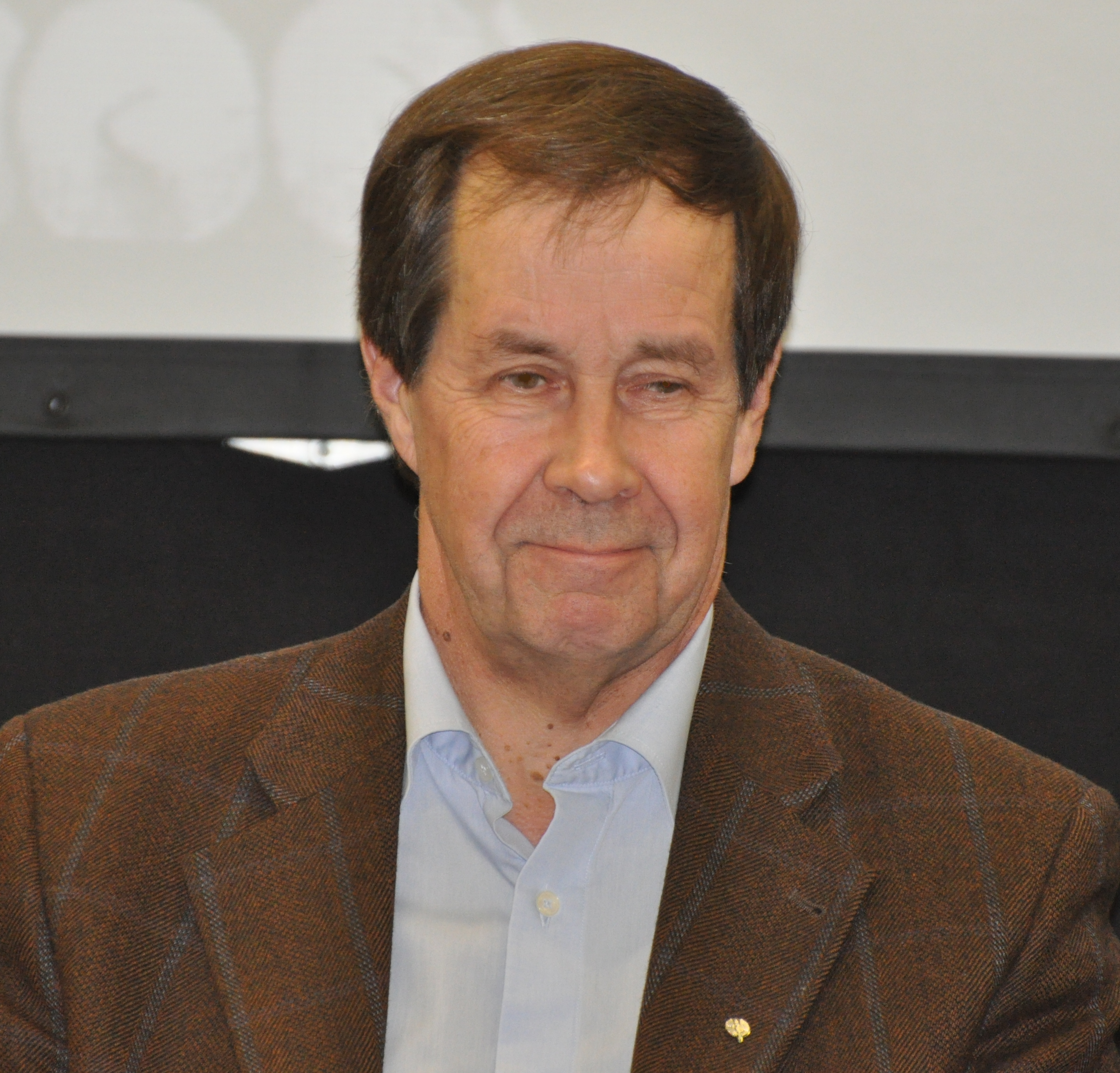
Keijo Virtanen (2010)

Keijo Aarre Virtanen, född den 28 augusti 1945 i Nådendal, är en finländsk historiker. Virtanen, som blev filosofie doktor 1980, knöts 1970 till Åbo universitet, där han 1990 blev professor i kulturhistoria och 1997 rektor.
Virtanen har forskat kring den amerikanska kulturens spridning och växelverkan mellan europeisk och amerikansk kultur, vilket resulterade i doktorsavhandlingen Settlement or return (1979), där den finländska återflyttningen från Amerika granskas, och den digra studien Atlantin yhteys (1988), som behandlar de kulturella relationerna över Atlanten 1776-1917.
Han utnämndes 2003 till hedersdoktor vid Tartu universitet.

## Publikationer
- Amerikkalaisen kulttuurin leviäminen Suomeen (1980, med Esko Heikkonen)
- Uuden maailman jättiläinen (1991, med Reino Kero och Auvo Kostiainen)